# Moritz Eduard Lotze

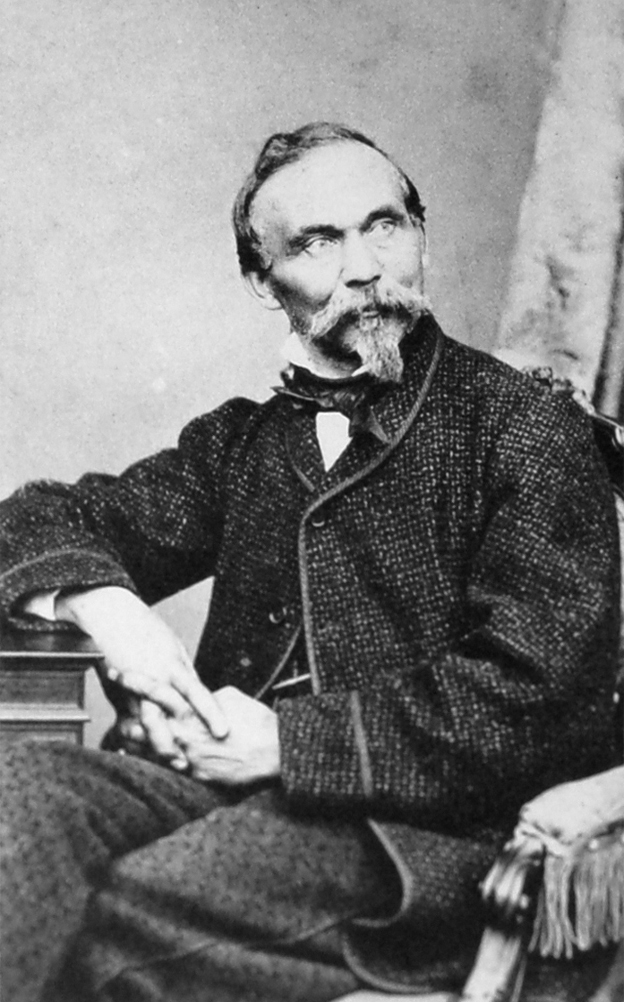
Moritz Lotze

Moritz Eduard Lotze (auch: Maurizio; geb. 27. November 1809 in Freibergsdorf im Erzgebirge; gest. 16. April 1890 in München) war ein deutscher Fotograf, Maler und Lithograf. Er war lange in Verona tätig.

## Familie
Lotze stammt aus einer Bauernfamilie. Er heiratete 1838 in München Babette Hanfstaengl (1811–1874). Dadurch wurde er Schwager des Fotografen Franz Hanfstaengl (1804–1877). Moritz und Babette Lotze hatten acht Kinder, vier Söhne und vier Töchter; darunter:
- Anna (1839–1895), Fotografin, seit 1873 verheiratet mit dem Maler Heinrich Freiherr von Pechmann (1826–1905),
- Emil (* 1841), Fotograf in Verona, später in Bozen,
- Richard (1843–1909), Fotograf in Verona, seit 1882 Mitglied der Accademia Cignaroli (Accademia di belle arti „Gian Bettino Cignaroli“) in Verona, von 1884 bis 1886 deren Präsident, er machte sich um den Denkmalschutz in Verona verdient,
- Luise (* 1846), verheiratet mit dem Maler Adolf Eberle (1843–1914).

Emil und Richard Lotze starben beide an einer Vergiftung bei der Entwicklung fotografischer Substanzen.

## Lebensweg
Der in Freibergsdorf im Erzgebirge geborene Lotze erhielt Zeichenunterricht in Meißen und studierte dann Malerei und Lithographie an der Königlich Sächsischen Kunstakademie in Dresden. Er wurde Hofmaler des sächsischen Königs Friedrich August II.
Im April 1830 zog Lotze nach München um, wo er als Landschafts- und Tiermaler tätig war. König Ludwig I., der Bayern zwischen 1825 und 1848 regierte, war ein Förderer der bildenden Künste. München war zwischen 1850 und 1914 ein weltweit bedeutendes Zentrum der Malerei. Im Umfeld der dortigen Königlichen Akademie der Bildenden Künste entwickelte sich ab etwa Mitte der 1870er Jahre die Münchener Schule. Deren Malstil zeichnete sich durch Genauigkeit und Naturalismus aus. Typische Genres der Münchner Schule waren Landschafts-, Historien- und Porträtmalerei. In der Historienmalerei pflegte die Münchener Schule – in Abkehr von den Effekten und dem Pathos des 17. Jahrhunderts – einen sachlichen Malstil.

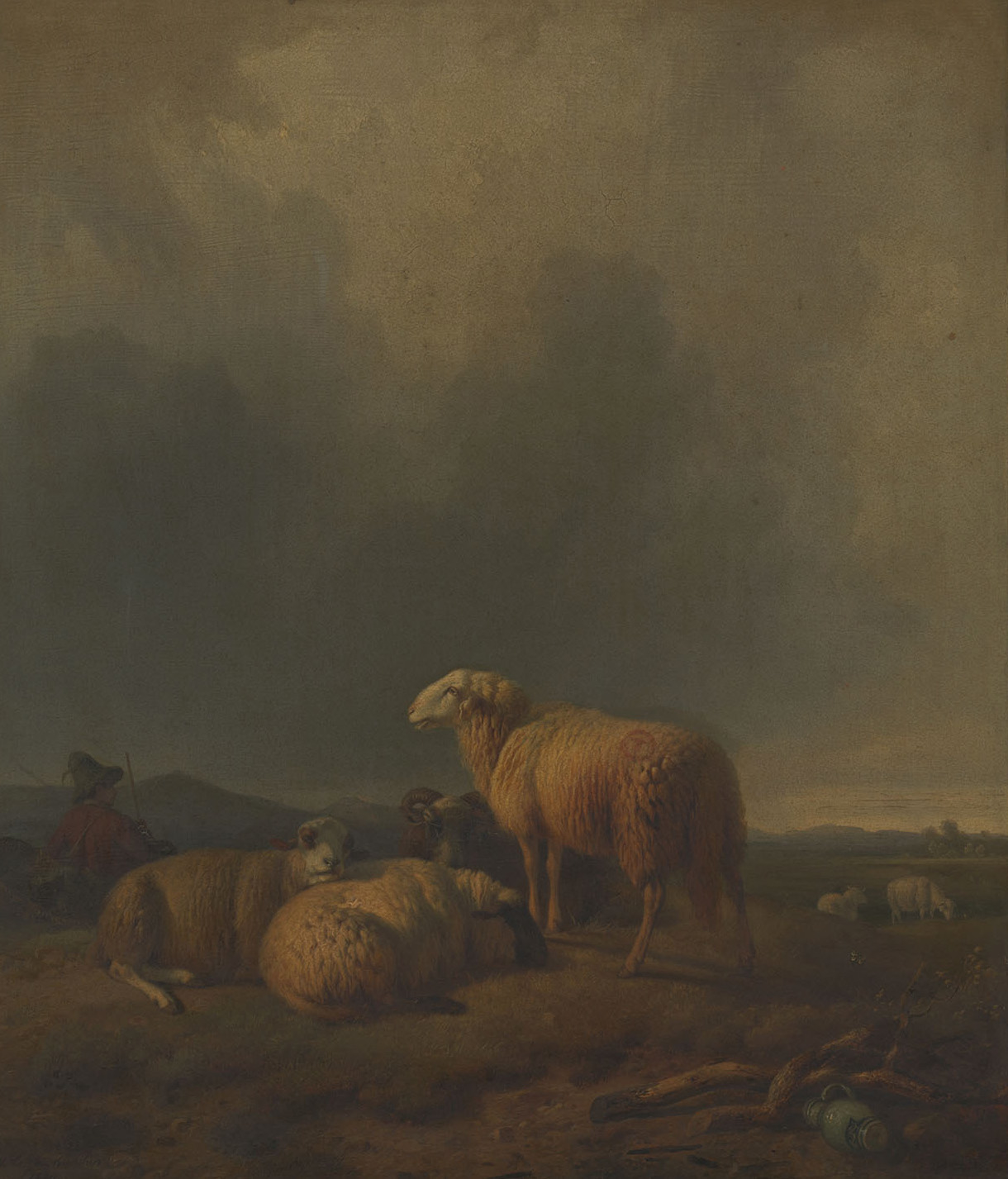
Grasende Schafe (Sheep Grazing) von Moritz Eduard Lotze

Im Jahr 1843 erwarb die britische Königin Victoria das Bild Grasende Schafe, das Moritz Eduard Lotze drei Jahre zuvor gemalt hatte.
Zu den Schülern Lotzes zählten der Münchener Glas- und Architekturmaler Leonhard F. Faustner (1815–1884) und die Münchener Landschaftsmaler Adolf Stademann (1824–1895) und Anton Doll (1826–1887).
Um die 1850er Jahre herum wandte Lotze sich der Fotografie zu. Franz Hanfstaengl, Lotzes Freund (und späterer Schwager), lebte am Karlsplatz 14 im selben Haus wie Alois Löcherer (1815–1862), der den Fotografenberuf schon seit etwa 1845 ausübte und damit als einer der ersten deutschen Fotografen gelten darf. Löcherers Atelier im Erdgeschoss von Karlsplatz 14 galt als eines der ersten Fotostudios in München. Lotze und Hanfstaengl wurden Schüler von Löcherer.
Hanfstaengl, der die Fotografie als zukunftsweisend und gewinnbringend einschätzte, ließ 1852 seine Konzession für die Lithografie und Galvanografie ändern in eine solche „zum fabrikmäßigen Betreiben der Vervielfältigung von Kunsterzeugnissen jeder Gattung auf mechanisch-technischem Wege jeder Art“ und eröffnete gemeinsam mit Lotze im bisherigen Atelier Löcherers ein „Kunstatelier für Photographie“. Bald kam es jedoch zwischen Lotze und Hanfstaengl zu Spannungen, die sich bis in den familiären Bereich auswirkten.
Lotze ging im Herbst 1854 nach Verona und holte, nachdem er sich dort rasch etabliert hatte, seine drei ältesten Kinder Anna, Emil und Richard zu sich in die von 1797 bis 1866 zu Österreich gehörende italienische Stadt. Er unterrichtete Fotografie nach dem Kollodiumverfahren und wurde ein gefragter Porträtfotograf.
Lotze lernte den Markgrafen Ottavio di Canossa kennen, der ihn in den Kreis der Veroneser Accademia Cignaroli einführte.
Lotze hat die Fotos für zwei der frühesten wissenschaftlichen Bücher geliefert, die Fotografien enthalten: Er steuerte Fotografien von Handschriften aus Verona und Padua zu Theodor von Sickels Buch Monumenta graphica Medii Aevi ex Archiviis et Bibliothecis Imperii Austriaci collecta von 1858 bei, und die Abhandlung der Paläontologie von Abramo Bartolommeo Massalongo, ein Werk von 1859 über Tier- und Pflanzenversteinerungen aus dem Umland von Verona, enthielt 63 Fotografien von Lotze.
Wegweisend in Italien wurde Lotze indes auf dem Gebiet der Landschafts- und Architekturfotografie. Seine frühen Aufnahmen zeigen eine der traditionellen Genremalerei verbundene Bildauffassung, so seine Fotos aus Tirol, die auf der Weltausstellung 1867 in Paris mit einer Bronzemedaille ausgezeichnet wurden. Lotze fotografierte die Baudenkmäler sowie die Umgebung von Verona so gründlich, dass er dadurch eine wertvolle baugeschichtliche Dokumentation schuf. Dank seiner künstlerischen Vorbildung verstand er es, durch Licht und Schatten eine plastische Wirkung seiner Fotos zu erzielen und wichtige Details hervorzuheben.
Im Jahr 1856 erhielt Lotzes Atelier den Auftrag, den Bau der zwei Jahre später (1858) eingeweihten Eisenbahnlinie von Verona nach Bozen fotografisch zu dokumentieren. Nach dem Erfolg dieses Projekts wurde er mit der Dokumentation des Baus anderer italienischer Eisenbahnstrecken beauftragt. 1865/66 erhielt Lotze den offiziellen Auftrag, die österreichischen Befestigungsanlagen von Verona, Peschiera del Garda, Pastrengo und Ceraino („Festungsviereck“) zu fotografieren. Seine Fotos waren nicht nur exakte Dokumente; Lotzes noch heute modern anmutende Bildgestaltung gab auch die spezielle Ästhetik der fortifikatorischen Zweckarchitektur angemessen wieder.
Im Jahr 1868, also zwei Jahre nachdem die Österreicher nach dem dritten italienischen Unabhängigkeitskrieg im Jahr 1866 Verona geräumt hatten, kehrte Lotze nach München zurück, wo er weiterhin als Maler und Fotograf arbeitete. Seine Söhne Emil und Richard Lotze führten das Atelier in Verona unter Moritz Eduard Lotzes Namen fort, so dass später Fotografien der Söhne fälschlicherweise dem Vater zugerechnet wurden. Richard Lotze bemühte sich um die systematische Dokumentation von historischen Denkmälern und anderen Kunstwerken sowie von Werken moderner Technik, etwa Kanalanlagen, Fabriken und Maschinen. Um 1886 fotografierte er das Aquädukt von Verona.
Moritz Eduard Lotze starb im Alter von 81 Jahren am 16. April 1890 in München.
Das Archiv des Ateliers Lotze wurde später von Domenico Anderson (1854–1938) übernommen, dem Sohn des britisch-italienischen Fotopioniers James Anderson (1813–1877).

### Fotografien Lotzes vom Canale Camuzzoni

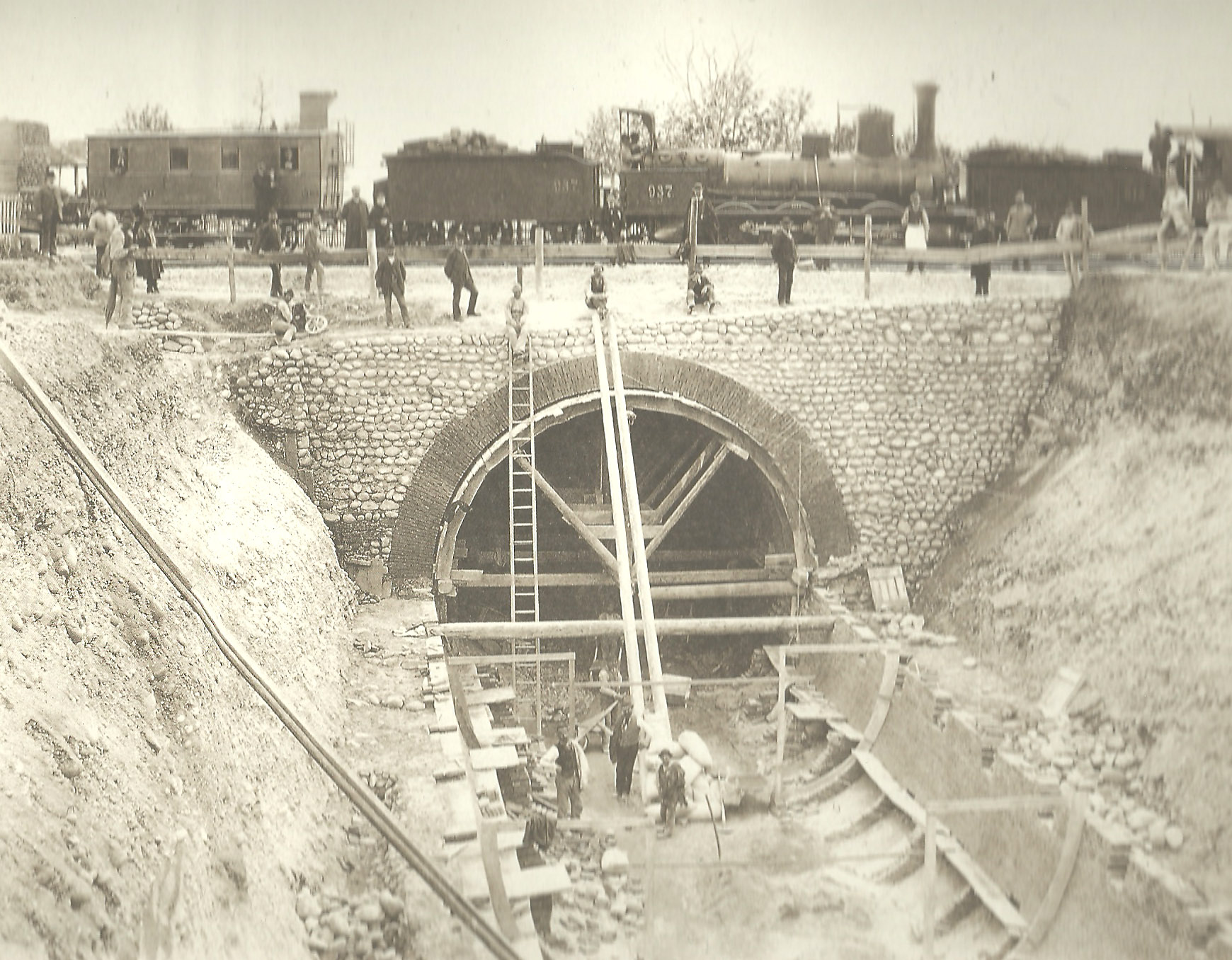
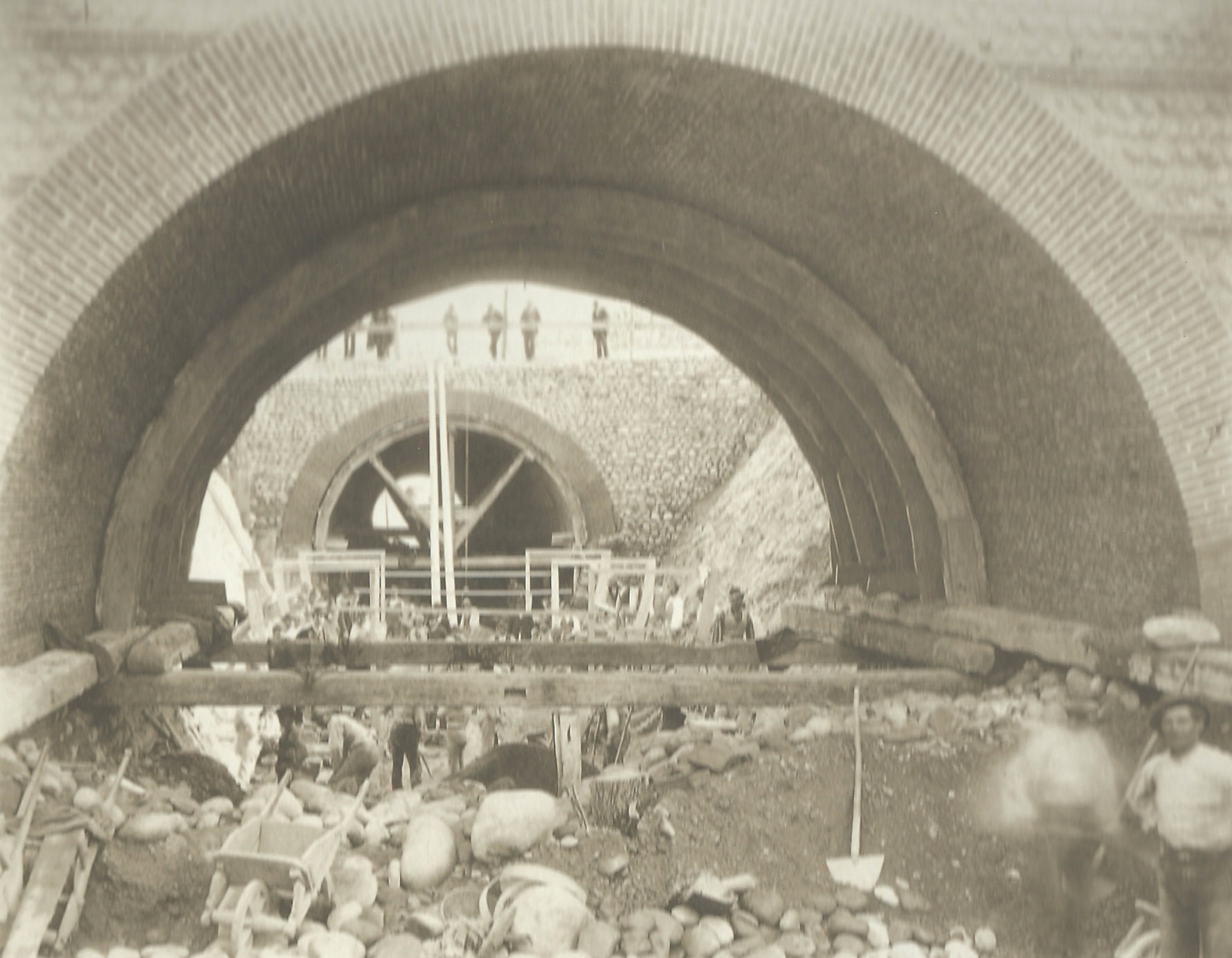
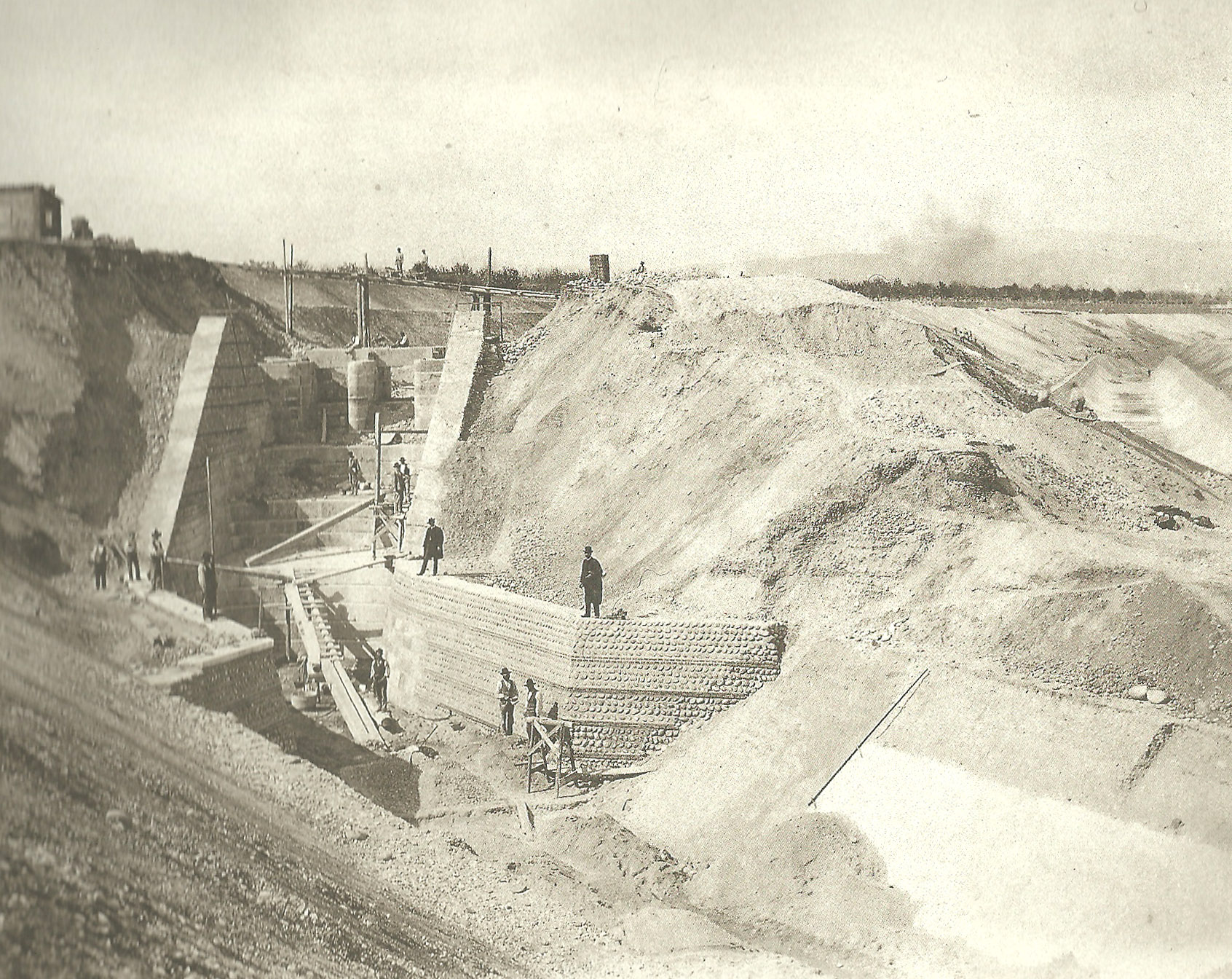
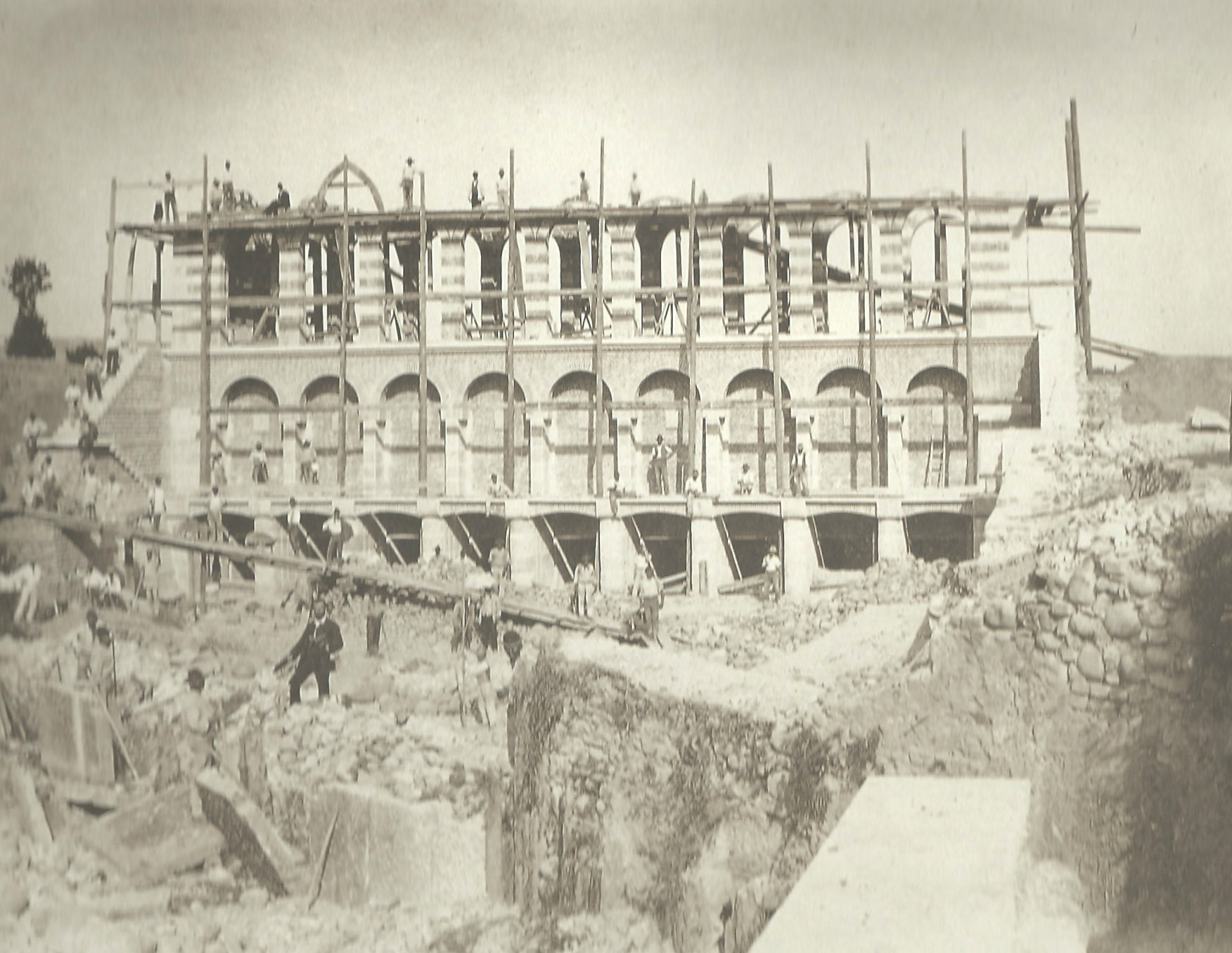

## Bildergalerie

### Fotografien Lotzes der Stadt Verona

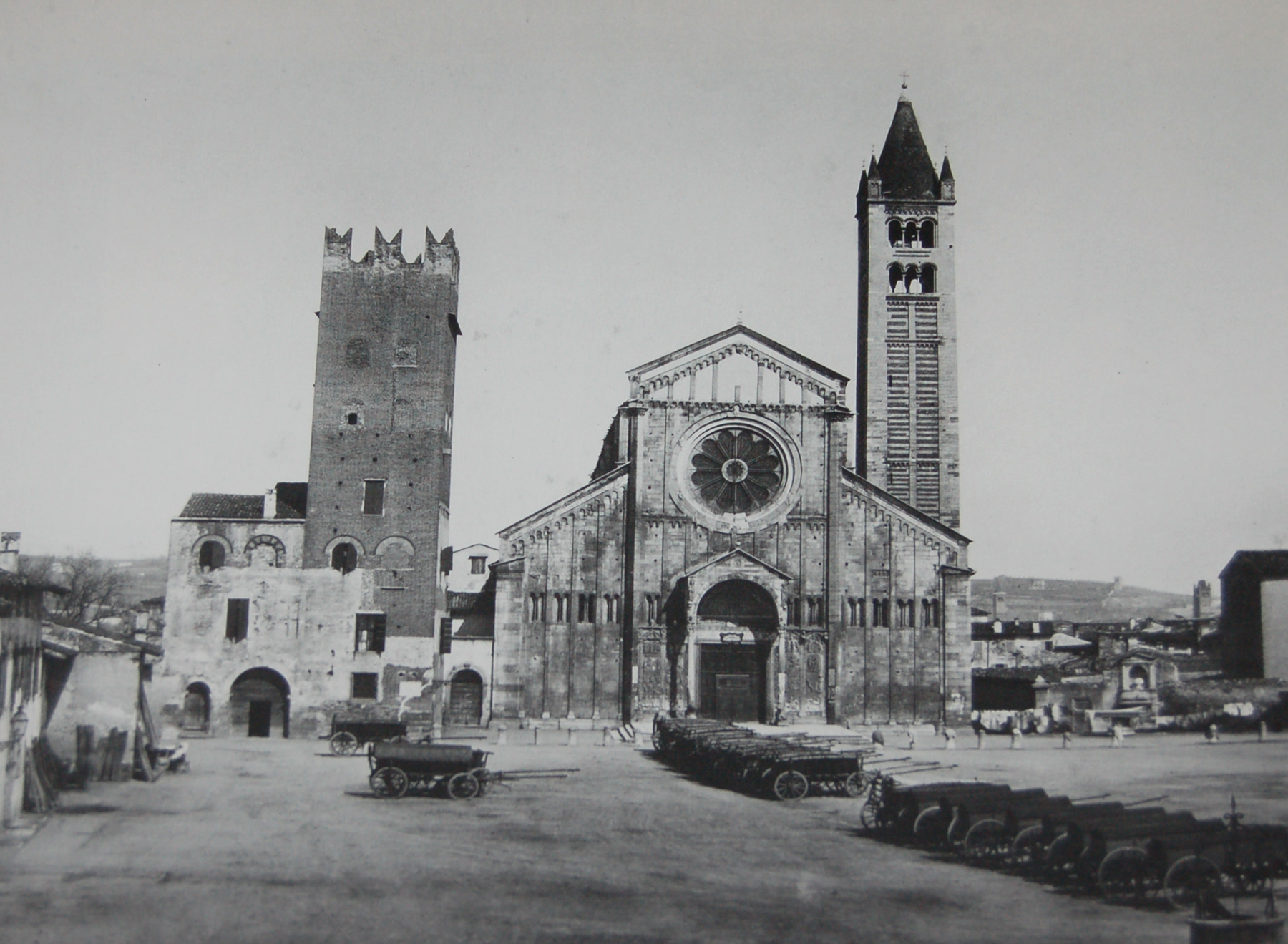
Die Basilica di San Zeno in Verona
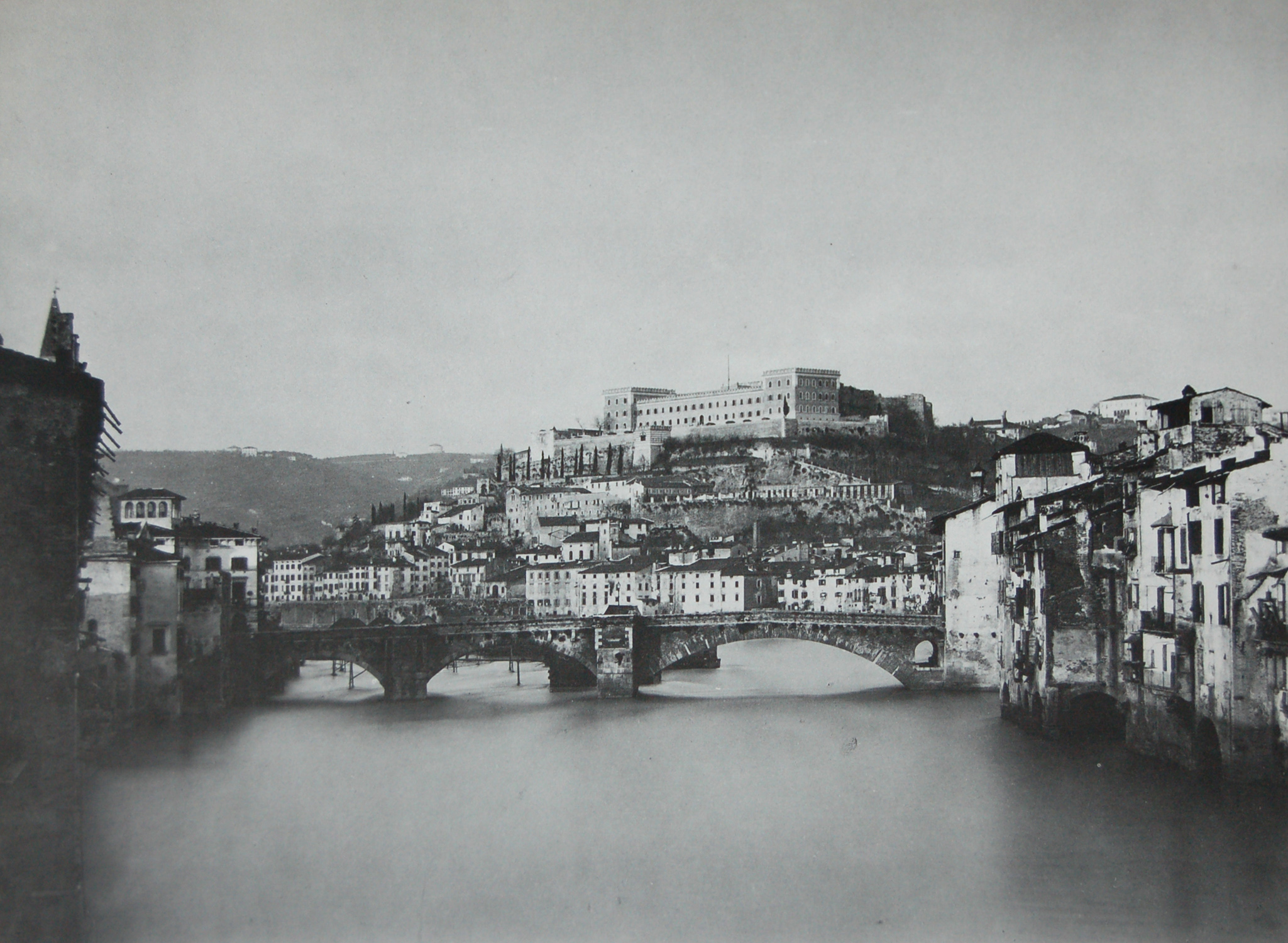
Colle San Pietro
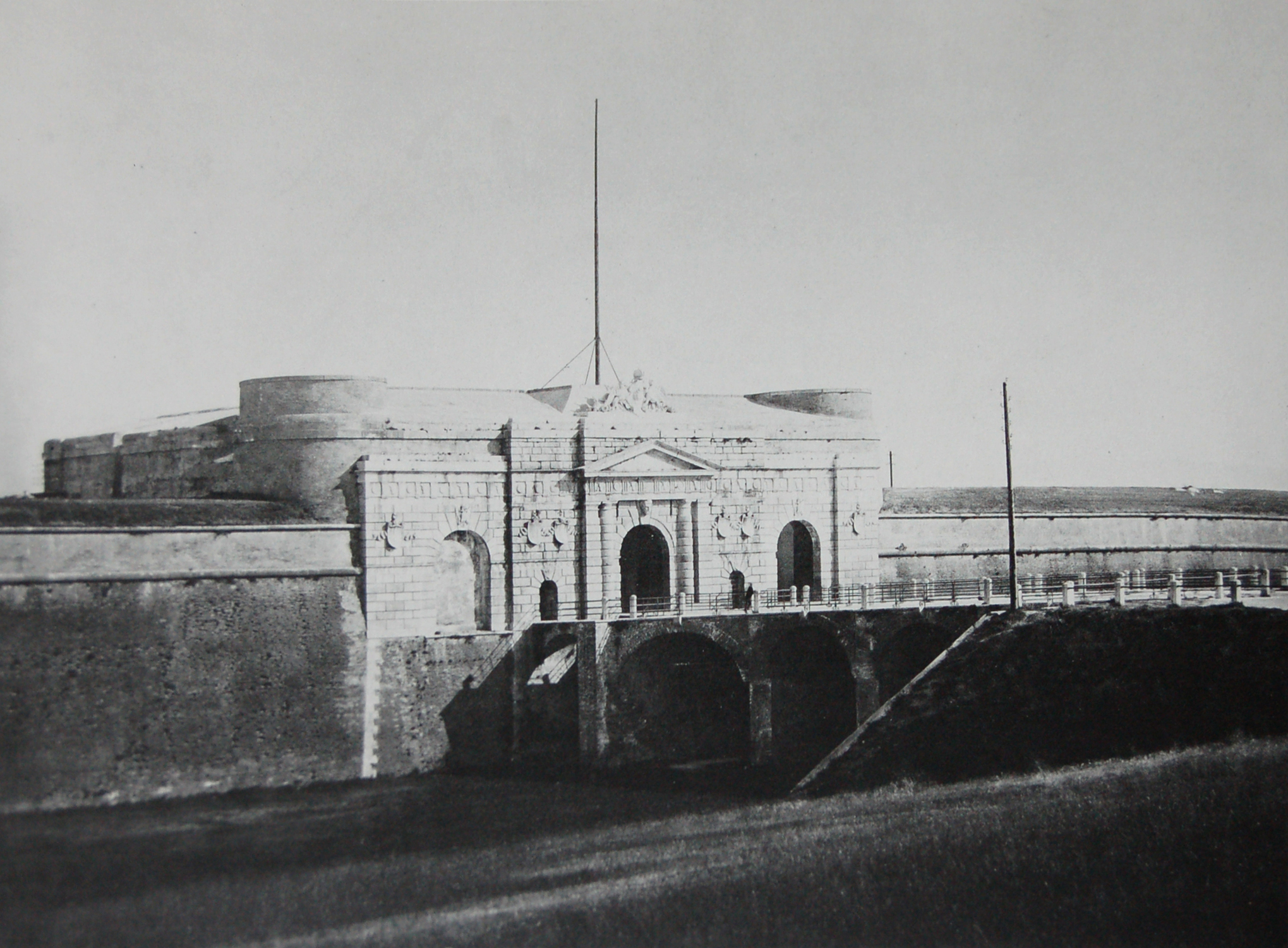
Die Porta Nuova in Verona
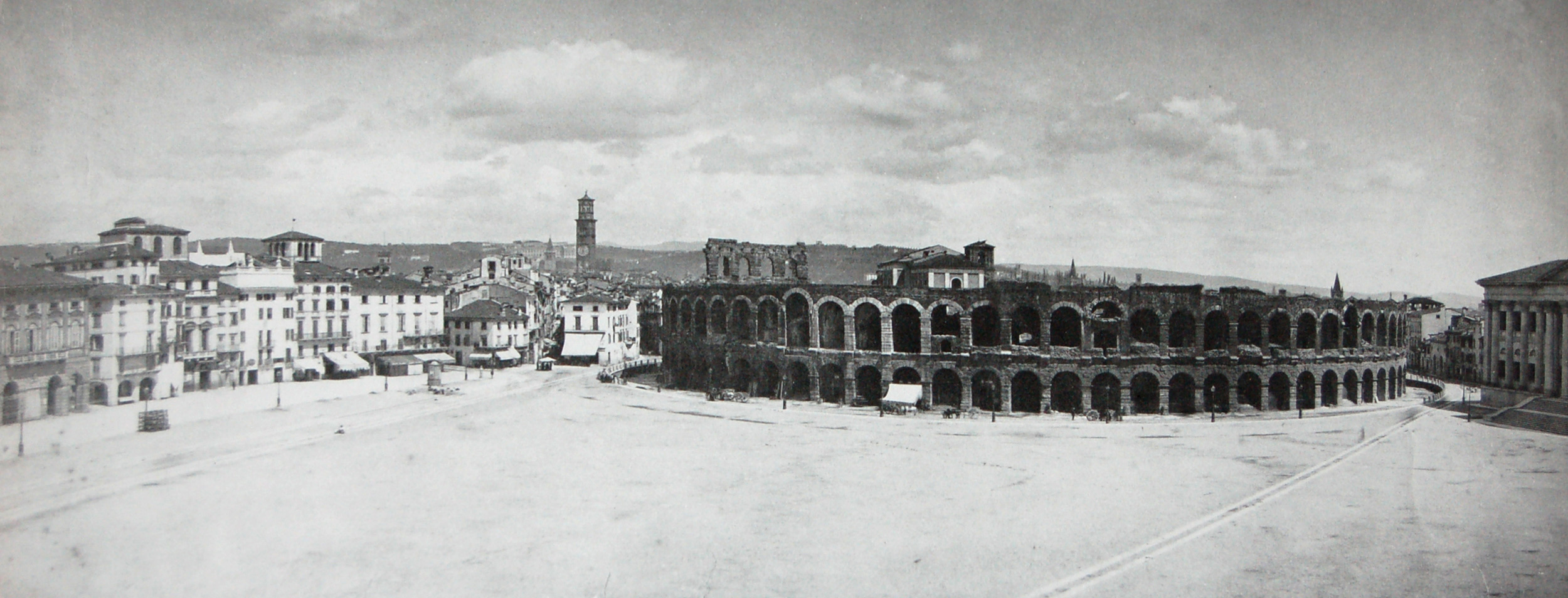
Die Piazza Bra mit der Arena

### Fotografien Lotzes von Festungsanlagen

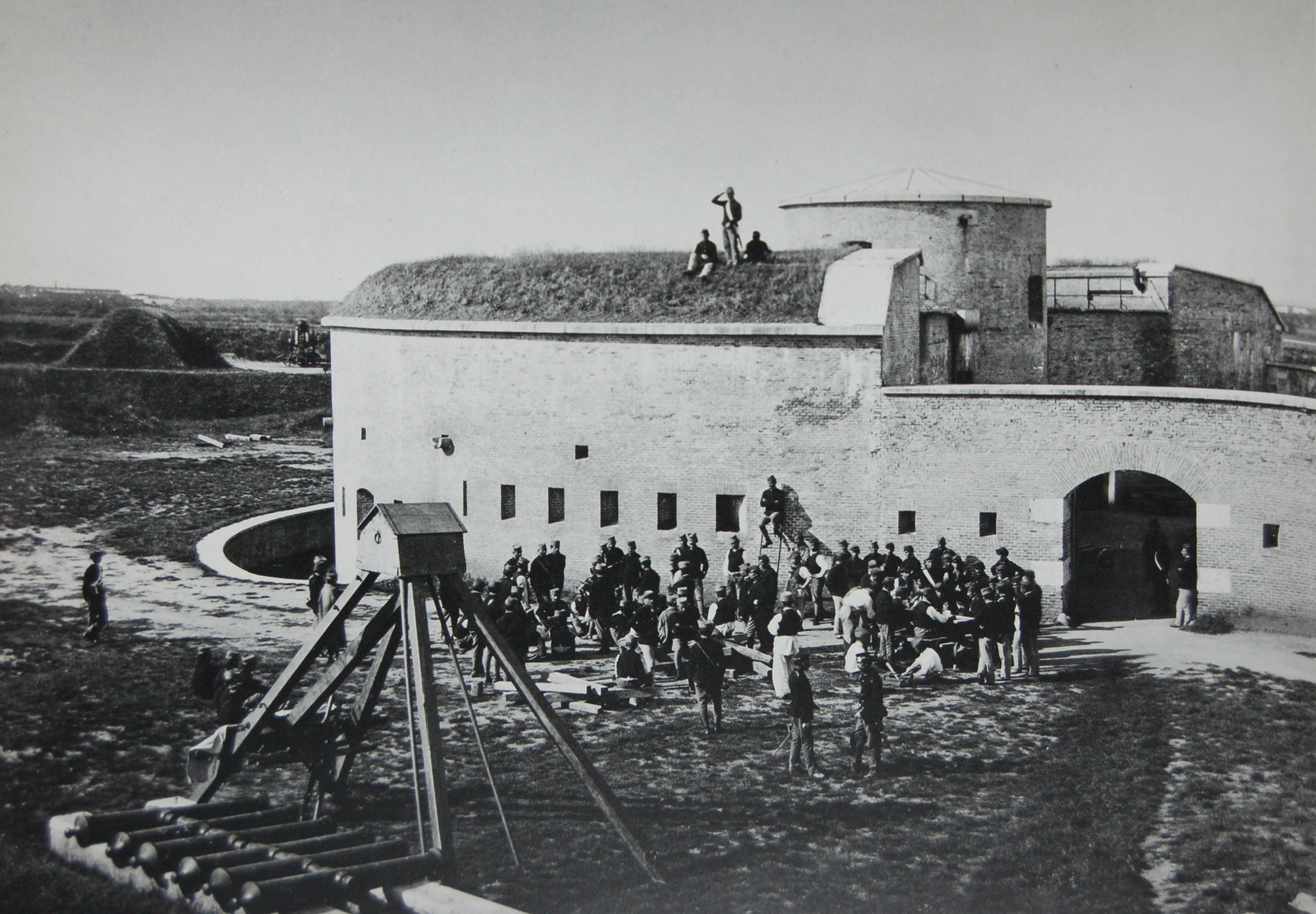
Das Werk Clam im Fort Santa Caterina der Festung Verona
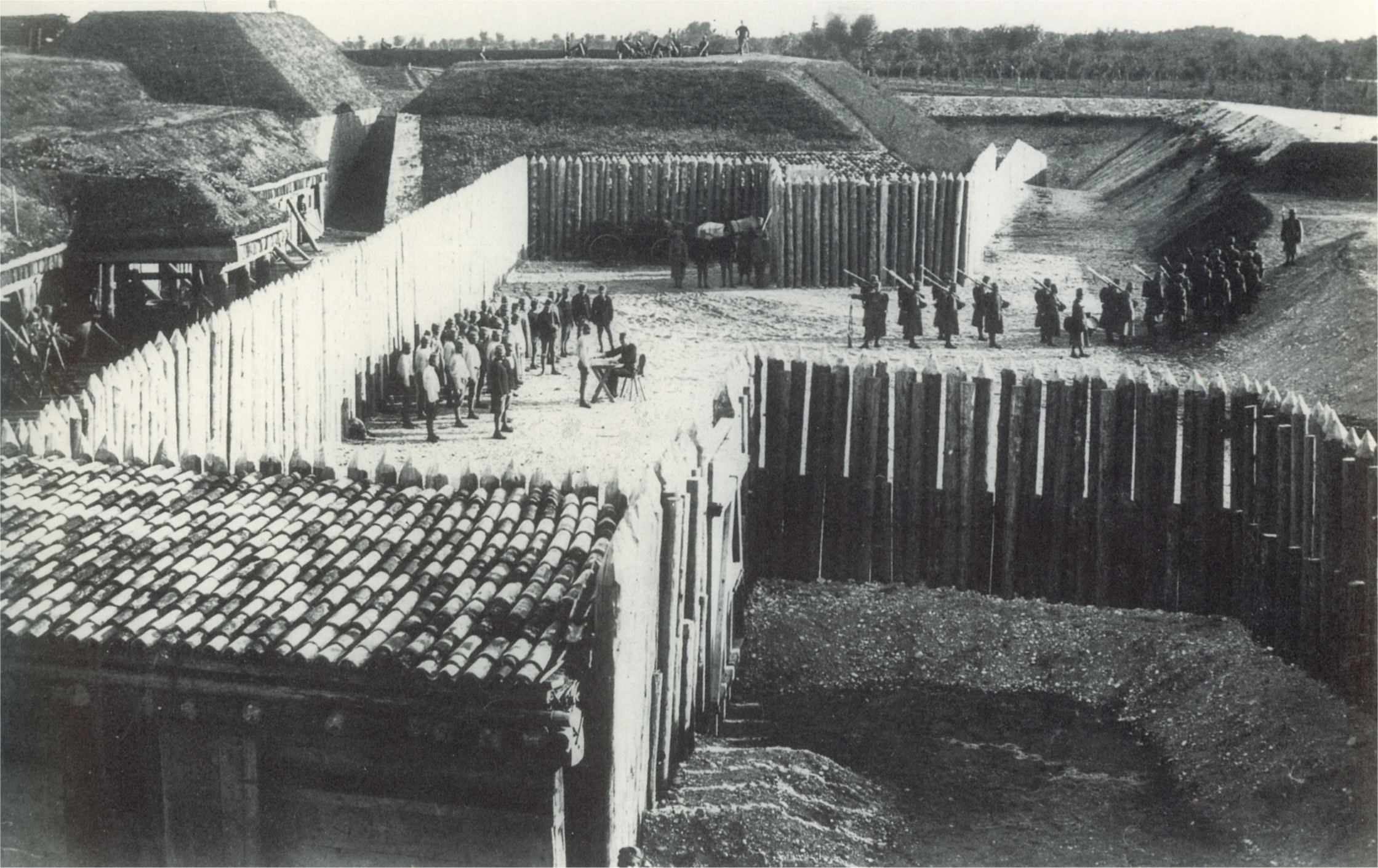
Erdwerk Bellina, Festung Verona
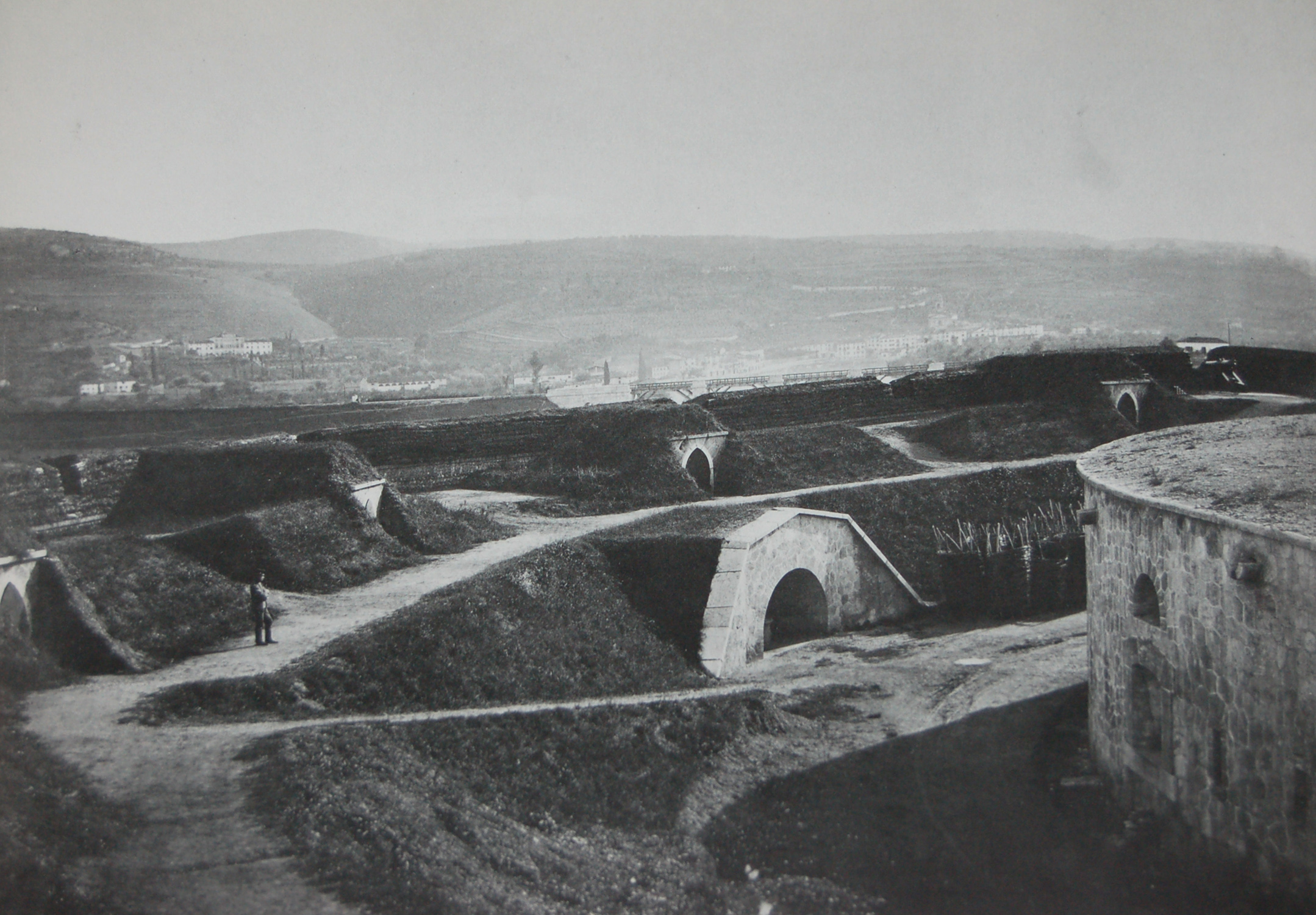
Das Fort Parona bei Verona
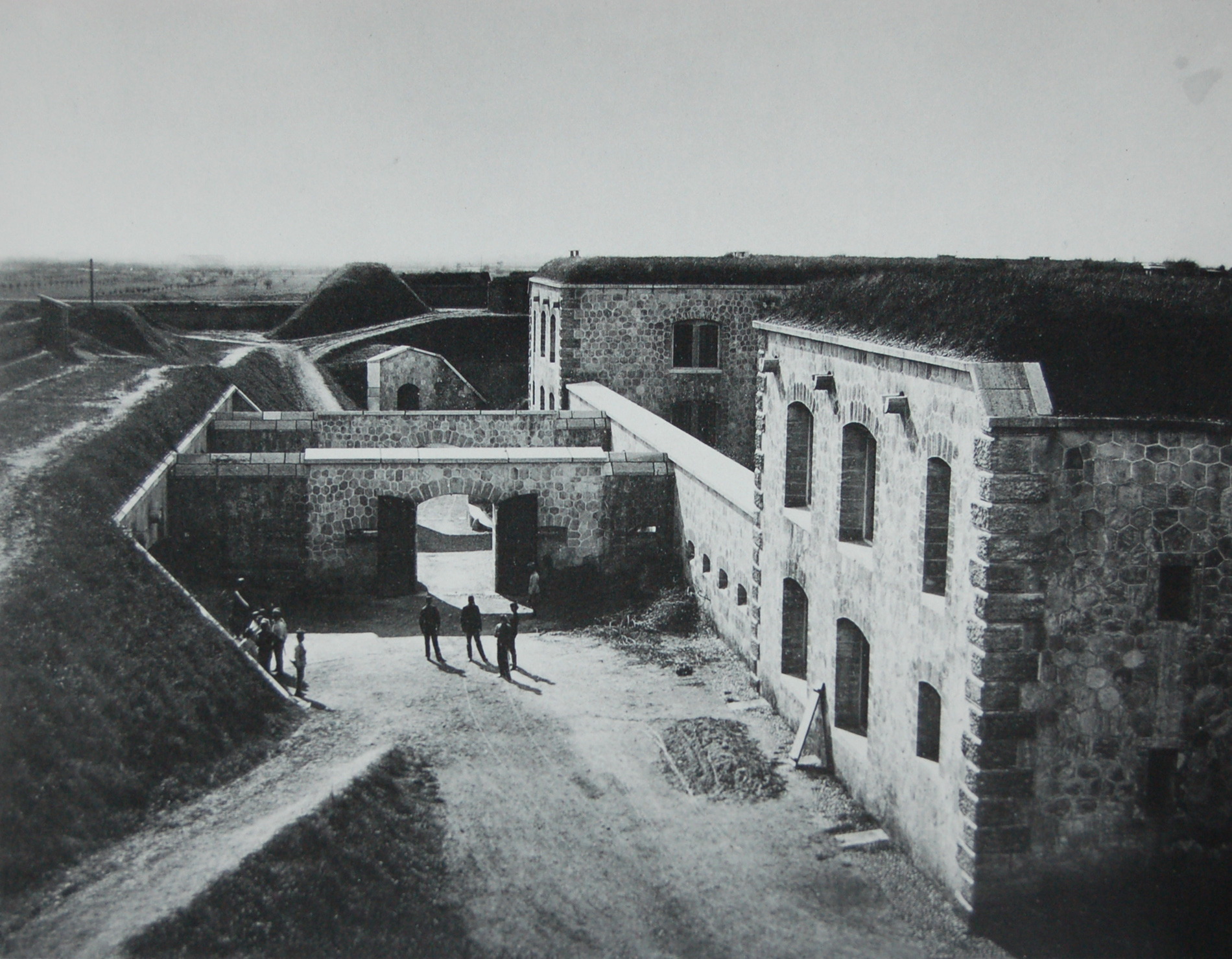
Das Fort Lugagnano
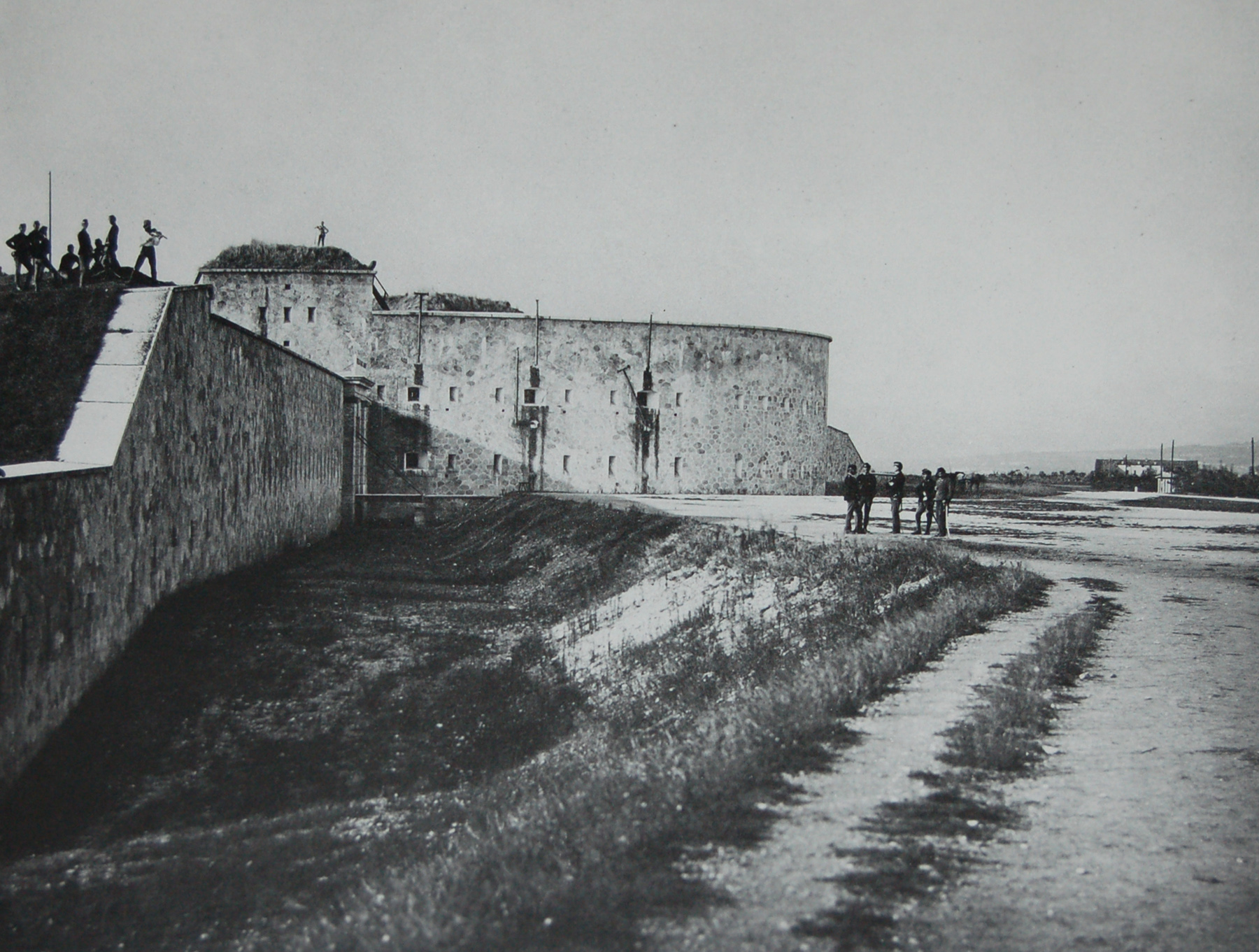
Das Fort Chievo
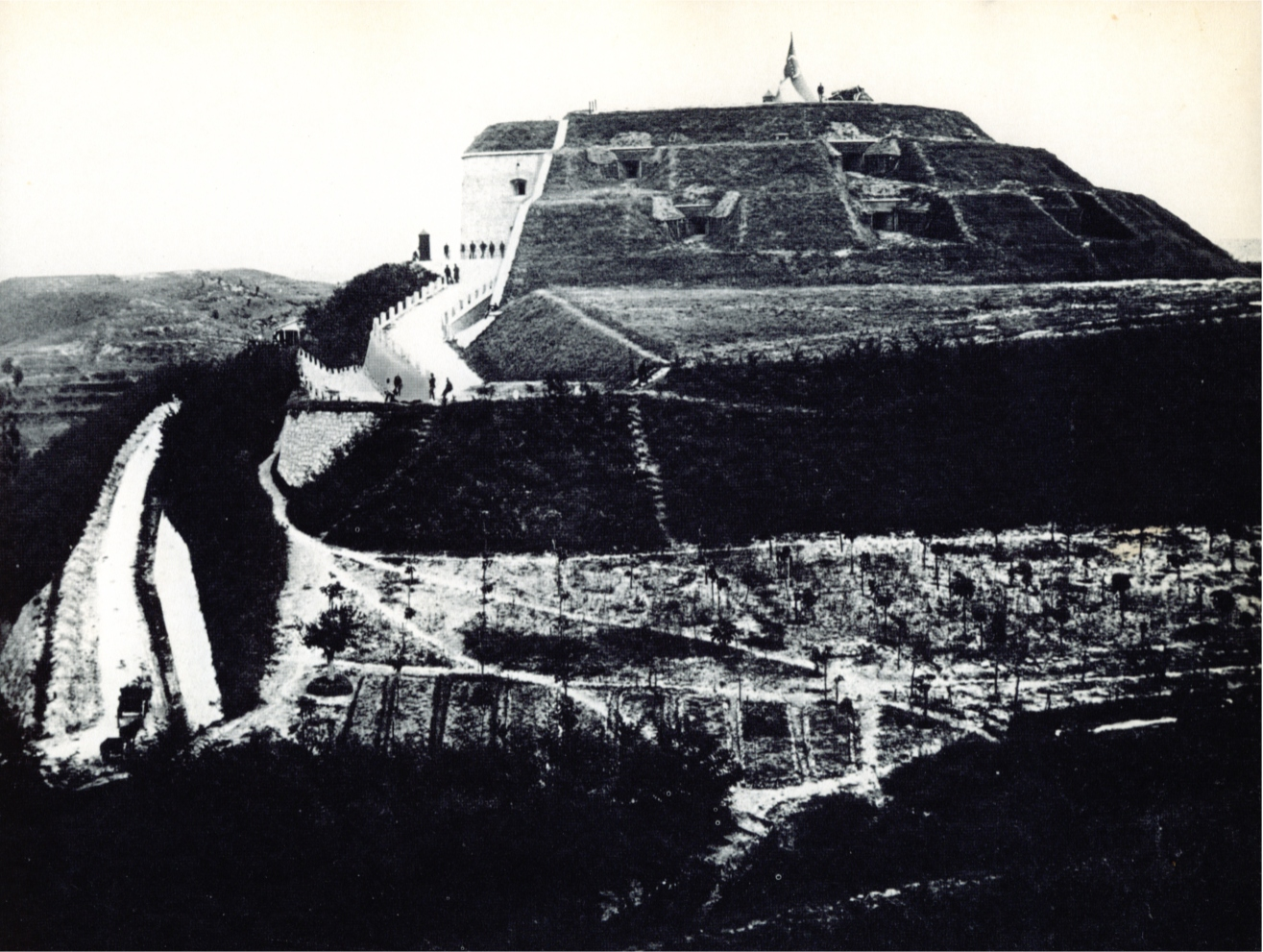
Das Fort Monte Croce der Festung von Peschiera del Garda

### Porträtfotos Lotzes

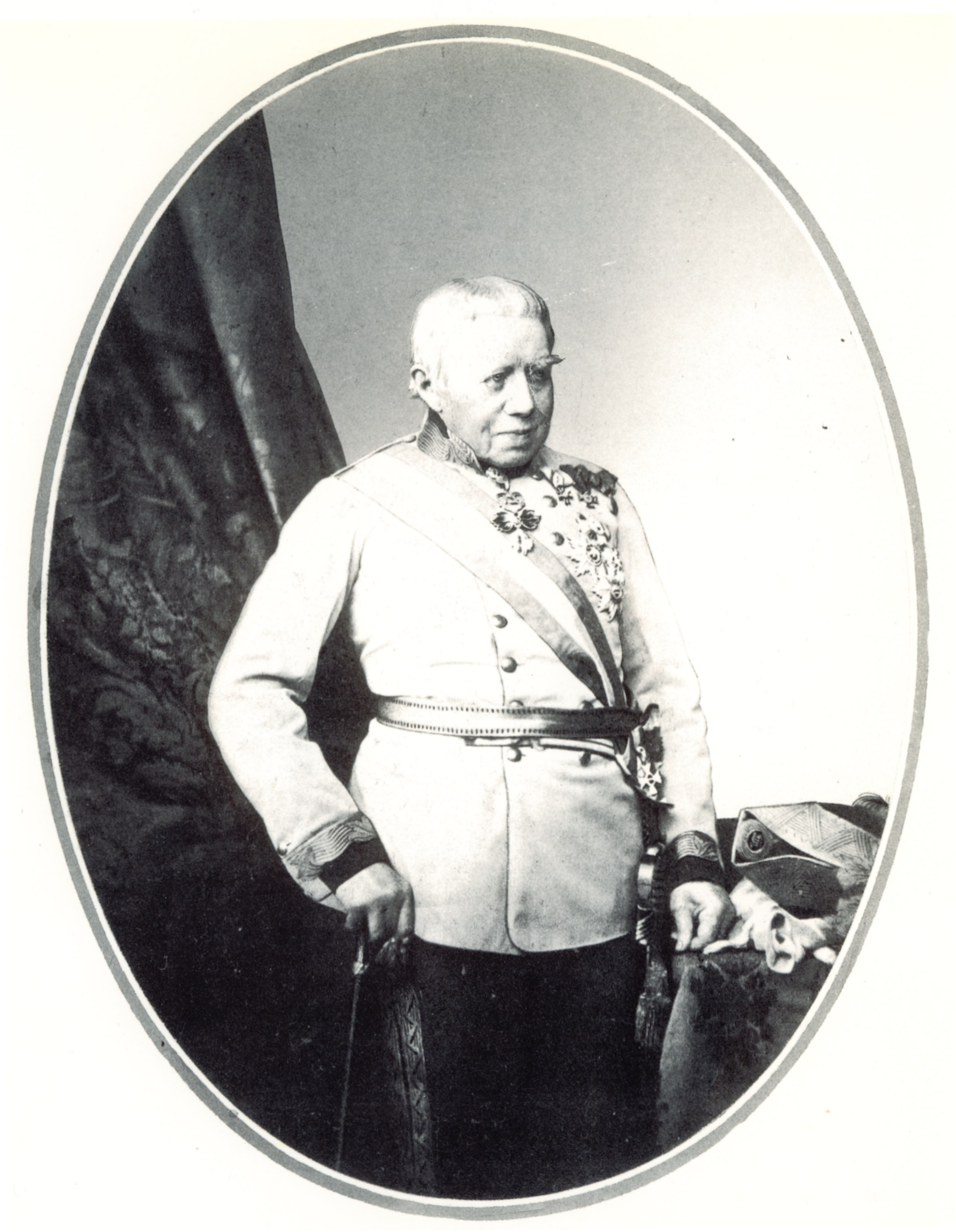
Feldmarschall Josef Radetzky, von Lotze fotografiert
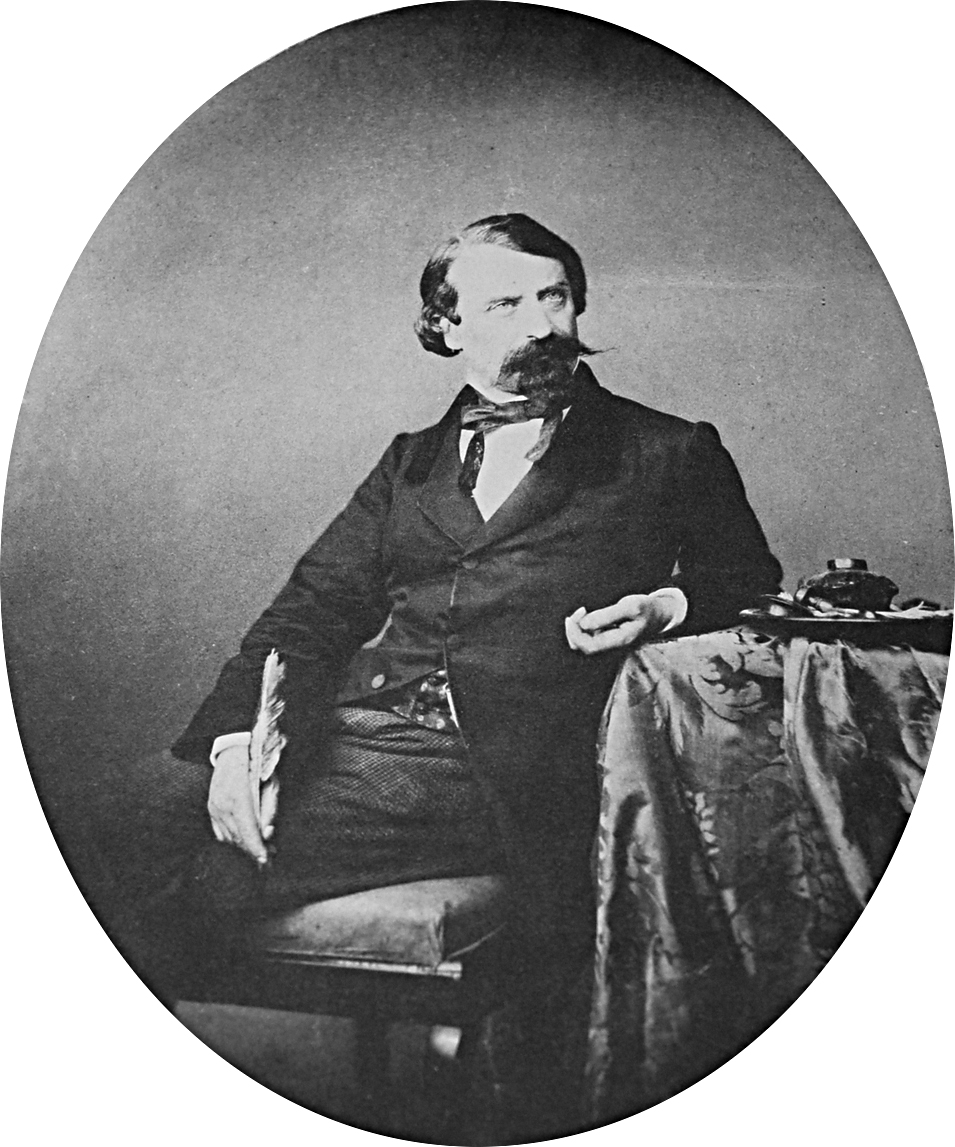
Der Dichter Aleardo Aleardi, von Lotze fotografiert